# Ozero Ledovoe
Der Ozero Ledovoe (englische Transkription von russisch Озеро Ледовое Osero Ledowoje, deutsch ‚Eissee‘) ist ein See im ostantarktischen Mac-Robertson-Land. Er liegt auf der Jetty-Halbinsel.
Russische Wissenschaftler benannten ihn.